# Operazione Ababil
Con operazione Ababil si fa riferimento a una campagna di attacchi cibernetici condotta nel corso del 2012 da un gruppo di hacker prima di allora sconosciuto, "I cybercombattenti di Izz al-Din al-Qassam", contro una serie di istituzioni finanziarie degli Stati Uniti.

## Dettagli
I cyber attacchi, più specificamente attacchi di tipo denial of service distribuito (DDoS), sono stati lanciati dal gruppo di cybercombattenti Izz Ad-Din Al Qassam. Il gruppo annunciò che gli attacchi del 18 settembre 2012 su Pastebin dove essi criticarono Israele e gli Stati Uniti e giustificarono gli attacchi come risposta al video Innocenza dei Musulmani diffuso dal controverso pastore americano Terry Jones. I loro bersagli inclusero la New York Stock Exchange così come un numero di banche compresa la J.P. Morgan Chase. I risultati degli attacchi furono una limitata discontinuità di servizio dei siti web scelti come bersaglio. Gli attacchi finirono il 23 ottobre 2012 a causa della festa di Eid al-Adha ed a quel punto gli attaccanti si offrirono di parlare ai media attraverso e-mail.